# Parigi-Bruxelles 1952
La Parigi-Bruxelles 1952, trentottesima edizione della corsa, si svolse il 27 aprile 1952 su un percorso di 326 km, con partenza da Parigi e arrivo a Bruxelles. Fu vinta dal belga Briek Schotte davanti al francese Marcel Dussault e al belga Roger De Corte.

## Ordine d'arrivo (Top 10)
| Pos. | Corridore           | Squadra | Tempo    |
| ---- | ------------------- | ------- | -------- |
| 1    | Briek Schotte       |         | 8h22'43" |
| 2    | Marcel Dussault     |         | a 10"    |
| 3    | Roger De Corte      |         | s.t.     |
| 4    | Karel De Baere      |         | s.t.     |
| 5    | Germain Derycke     |         | s.t.     |
| 6    | Raymond Impanis     |         | s.t.     |
| 7    | Marcel De Mulder    |         | s.t.     |
| 8    | Boudewijn Devos     |         | s.t.     |
| 9    | Robert Bonnaventure |         | s.t.     |
| 10   | Frans Sterckx       |         | s.t.     |